# Baksa nemzetség
A Baksa (Boksa, Boxa, Baxa) Árpád-kori magyar nemzetség.

## Története
Bodrogközi eredetű. Birtokai nagyrészt Heves és Zemplén vármegyében feküdtek: Dorogháza, Bodrog-Szerdahely, Kövesd, Homoki (Hunky), Zemplén, Lagmócz, Szöllőske, valamint a Szabolcs vármegyei Halász, Gyüre településeken.
A nemzetség tagjai a 13. század második felében jutottak jelentős politikai szerephez.
Baksa nembeli György ispán hadvezérként vett részt a második morvamezei (1278) és a Hód-tavi csatában (1282).
Ezután, amikor Aba Amadé kiépítette kiskirályságát, valószínűleg a tartományúr familiárisául szegődött — legalábbis erősen utal erre, hogy részt vett Amadénak a Lokietek Ulászló trónigényének támogatására 1304-től rendszeres hadjárataiban (Kristó, 1978). Testvére, Baksa nembeli Tamás fiai, Baksa László és Baksa Dancs azonban konfliktusba keveredtek az Abákkal. Fennmaradt Aba Amadénak egy parancsa, amelyben amelyben kötelezte Lászlót, hogy fizessen kártérítést Hannusnak, az ő (mármint Amadé) kassai officiálisának a neki okozott károkért. Ezután László és Dancs is I. Károly oldalán harcolt az oligarchák ellen.
Amikor 1311/12 fordulóján Aba Amadé fiai ki akarták fosztani Sárospatakot, hogy ott tönkretegyék a király hoszpeszeit, a király érdekeinek védelmében felkelt ellenük Petenye fia Péter, akihez csatlakozott Baksa László és Baksa Dancs. „Derekasan harcolva” visszaszorították az Abákat,akik viszont elfogták Lászlót, és ő csak rövid fogság után szabadult (föltehetőleg váltság ellenében). Ezután Amadé fiai Baksa László és Dancs összes birtokát lerombolták és fölégették. A harcok gyaníthatóan váltakozó sikerrel folytak. Legalábbis erre utal, hogy egy jóval későbbi oklevél szerint László és Dancs Károly Róbert más híveivel együtt felkelve a tőlük zsákmányolt javakat Amadé fiaitól hiánytalanul visszavették (Kristó 1978).
Az év tavaszán Baksa Dancs Sáros várának ostroma közben súlyosan megsebesült. Baksa László és a sebeiből felépült Dancs részt vett a rozgonyi csatában is, ahol több rokonuk és szerviensük elesett (Kristó 1978, p. 78.). Baksa László és Baksa Tamás elkísérte I. Nagy Lajost legalább egyik nápolyi hadjáratára is.
A Baksa nemzetségből származott  az Agóczy, a Szerdahelyi, a Bocskai, a Gálszécsi, a sóvári Soós, a Szürthei, Csapy család, és valószínűleg a Kendi, a Kellemesi és a Pósváraljai család is.